# Arminia Bielefeld/Saison 1950/51
Dieser Artikel beschreibt den Verlauf der Saison 1950/51 von Arminia Bielefeld. Arminia Bielefeld trat in der Saison in der Gruppe I der seinerzeit zweitklassigen II. Division West an und wurde Neunter. Im Westdeutschen Pokal erreichte die Mannschaft das Achtelfinale. Der DFB-Pokal wurde erst 1952 wieder eingeführt. Trainiert wurde die Mannschaft von Fritz Kaiser.

## Personalien

### Kader
Die Spieler werden nach ihren Positionen in alphabetischer Reihenfolge genannt. Die Zahlen in Klammern nennen die Anzahl der Einsätze und Tore in der II. Division West. Daten über Einsätze und Tore im Westdeutschen Pokal liegen nicht vor. Heinz Conradi belegte mit 21 Saisontoren Platz drei der Torjägerliste.
| Heinz Ebke (14 / 0)           |
| Karl-Heinz Klinksiek (15 / 0) |
| Karl Ohletz (1 / 0)           |

| Karl-Heinz Edler (25 / 1)  |
| Herbert Kordfunke (28 / 4) |
| Willi Nolting (16 / 1)     |
| Heinz Schussig (22 / 0)    |
| Günther Stolte (21 / 0)    |

| Horst Dumke (4 / 0)        |
| Heinz Kindel (21 / 0)      |
| Hermann Spielmann (12 / 1) |
| Franz Stiller (21 / 4)     |
| Kurt Zentner (23 / 2)      |

| Horst Berning (25 / 7)     |
| Heinz Conradi (26 / 21)    |
| Engelbert Fabian (24 / 7)  |
| Heinz Pennewitz (14 / 5)   |
| Harald Schikorra (16 / 10) |
| Hans Schwartz (1 / 0)      |

## Saison
Alle Ergebnisse aus Sicht von Arminia Bielefeld. Grün unterlegte Ergebnisse kennzeichnen einen Sieg, rot unterlegte eine Niederlage und gelb unterlegte ein Unentschieden.

### II. Division West
| Runde | Datum              | Gegner                    | Ort      | Ergebnis |
| ----- | ------------------ | ------------------------- | -------- | -------- |
| 1     | 27. August 1950    | Hombrucher FV 09          | Heim     | 4:4      |
| 2     | 3. September 1950  | Eintracht Gelsenkirchen   | Auswärts | 0:3      |
| 3     | 10. September 1950 | SV Sodingen               | Heim     | 2:2      |
| 4     | 17. September 1950 | Schwarz-Weiß Essen        | Auswärts | 0:7      |
| 5     | 24. September 1950 | Duisburger FV 08          | Heim     | 3:1      |
| 6     | 1. Oktober 1950    | VfB 03 Bielefeld          | Auswärts | 2:1      |
| 7     | 8. Oktober 1950    | Sportfreunde Wanne-Eickel | Heim     | 3:2      |
| 8     | 15. Oktober 1950   | TSV Detmold               | Auswärts | 1:2      |
| 9     | 17. Dezember 1950  | Westfalia Herne           | Heim     | 7:2 1    |
| 10    | 29. Oktober 1950   | TuS Essen-West            | Auswärts | 2:2      |
| 11    | 5. November 1950   | SSV Hagen                 | Heim     | 6:3      |
| 12    | 10. Dezember 1950  | Meidericher SV            | Auswärts | 2:6 2    |
| 13    | 19. November 1950  | SG Wattenscheid 09        | Heim     | 1:1      |
| 14    | 26. November 1950  | SpVgg Herten              | Auswärts | 1:3      |
| 15    | 3. Dezember 1950   | VfL Bochum                | Heim     | 2:3      |
| 16    | 7. Januar 1951     | Hombrucher FV 09          | Auswärts | 5:4      |
| 17    | 14. Januar 1951    | Eintracht Gelsenkirchen   | Heim     | 3:1      |
| 18    | 21. Januar 1951    | SV Sodingen               | Auswärts | 0:0      |
| 19    | 28. Januar 1951    | Schwarz-Weiß Essen        | Heim     | 4:2      |
| 20    | 4. Februar 1951    | Duisburger FV 08          | Auswärts | 0:1      |
| 21    | 11. Februar 1951   | VfB 03 Bielefeld          | Heim     | 0:0      |
| 22    | 18. Februar 1951   | Sportfreunde Wanne-Eickel | Auswärts | 4:6      |
| 23    | 25. Februar 1951   | TSV Detmold               | Heim     | 0:1      |
| 24    | 4. März 1951       | Westfalia Herne           | Auswärts | 1:0      |
| 25    | 11. März 1951      | TuS Essen-West            | Heim     | 1:3      |
| 26    | 18. März 1951      | SSV Hagen                 | Auswärts | 8:2      |
| 27    | 1. April 1951      | Meidericher SV            | Heim     | 0:1      |
| 28    | 8. April 1951      | SG Wattenscheid 09        | Auswärts | 1:2      |
| 29    | 22. April 1951     | SpVgg Herten              | Heim     | 1:1      |
| 30    | 29. April 1951     | VfL Bochum                | Auswärts | 0:2      |

### Westdeutscher Pokal
| Runde | Datum          | Gegner           | Ort      | Ergebnis |
| ----- | -------------- | ---------------- | -------- | -------- |
| 1     | 15. April 1951 | VfJ 08 Paderborn | Auswärts | 1:0      |
| 2     | 20. Mai 1951   | TSV Detmold      | Heim     | 4:1      |
| 3     | 3. Juni 1951   | Hombrucher FV 09 | Auswärts | –:– 3    |
| AF    | 10. Juni 1951  | Hombrucher FV 09 | Auswärts | 0:X 4    |

## Zuschauer
Arminia Bielefeld konnte bei den 15 Heimspielen insgesamt 105.000 Zuschauer begrüßen, was einem Schnitt von 7000 entsprach. Damit belegten die Bielefelder Platz eins in der Zuschauertabelle. Jeweils 12.000 Zuschauer kamen zu den Heimspielen gegen den VfB 03 Bielefeld und den TSV Detmold. Dagegen wollten nur 4000 Zuschauer das Spiel gegen Eintracht Gelsenkirchen sehen. Das Auswärtsspiel beim Hombrucher FV 09 vor 700 Zuschauern war die am schlechtesten besuchte Partie der gesamten Saison.